# Джон Гербст

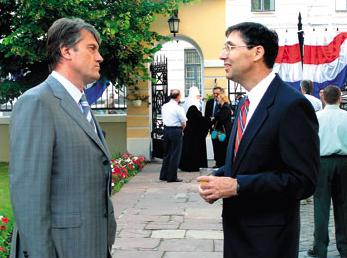
Посол Джон Гербст зустрічається з президентом Віктором Ющенком під час святкування Дня Незалежності США

Джон Е́двард Гербст (Хербст; англ. John Edward Herbst, 12 серпня 1952, Роквіль-центр, штат Нью-Йорк, США) — американський дипломат,  посол США в Узбекистані (2000—2003), 5-й Надзвичайний і повноважний посол США в Україні (2003—2006). В 2006 роцу держсекретар США Кондоліза Райс призначила його координатором Управління реконструкції та стабілізації. Директор Євразійського центру ім. Д. Патрічіу при Атлантичній раді США.

## Життєпис
Народився 12 серпня 1952 у Роквіль-центрі, штат Нью-Йорк. Навчався у Флетчерській школі права і дипломатії, Болонському Центрі (Італія), Дипломатичній школі Джорджтаунського університету. Володіє російською та арабською.
З 1979 по 1985 — на дипломатичній службі Держанного Департаменту США, у Саудівській Аравії;
З 1985 по 1990 — співробітник Політичного відділу Посольства США в СРСР;
З 1990 по 1993 — політичний радник Посольства США в Ізраїлі;
З 1993 по 1997 — дипломатична служба в США;
З 1997 по 2000 — Генеральний консул в Єрусалимі (Ізраїль);
З 2000 по 2003 — Надзвичайний і Повноважний Посол США в Узбекистані;
З 2003 по 2006 — Надзвичайний і Повноважний Посол США в Україні.
У 2015 році презентував у Верховній раді України звіт Атлантичної ради США під назвою «Ховаючись на видноті. Війна Путіна в Україні».
З 14 червня 2019 року — Почесний Президент Українсько-Американського Університету Конкордія (ВМУУ) [Архівовано 17 червня 2019 у Wayback Machine.].

## Особисте життя
Був одружений з Надією Крістофф Гербст (померла 1 травня 2014 року ), батько п'ятьох дітей.
Джон Гербст з родиною — прихожани Свято-Покровського храму м.Малин РПЦЗ.

## Цитати
- «Американці ділять на чорне і біле, на добро і зло. Я ж говорив, що Ющенко — це світліший відтінок сірого, тоді як Кучма і Янукович — це темніший відтінок сірого».[11]